# Ԭ
Ԭ ԭ ([d͡ʑ]) – nieużywana już ligatura cyrylicy. Kształt litery powstał w wyniku ligatury liter cyrylicy De (Дд) i Cze (Чч).
Litera była używana w starej ortografii języka komi.

## Kodowanie
| Znak                   | Ԭ                            | Ԭ                            | ԭ                          | ԭ                          |
| ---------------------- | ---------------------------- | ---------------------------- | -------------------------- | -------------------------- |
| Nazwa w Unikodzie      | Cyrillic Capital Letter Dche | Cyrillic Capital Letter Dche | Cyrillic Small Letter Dche | Cyrillic Small Letter Dche |
| Kodowanie              | dziesiątkowo                 | szesnastkowo                 | dziesiątkowo               | szesnastkowo               |
| Unicode                | 1324                         | U+052C                       | 1325                       | U+052D                     |
| UTF-8                  | 212 172                      | d4 ac                        | 212 173                    | d4 ad                      |
| Odwołania znakowe SGML | &#1324;                      | &#x052C;                     | &#1325;                    | &#x052D;                   |